# AEG
AEG (fork. for Allgemeine Elektricitäts-Gesellschaft) var en tysk elektronikproducent med hovedkontor i Berlin og Frankfurt am Main. AEG blev grundlagt i 1883 af Emil Rathenau, som havde købt rettighederne til at anvende nogle patenter udviklet af den amerikanske opfinder Thomas Edison. I dag ejes varemærket AEG af Electrolux-koncernen.
AEG voksede hurtigt til en stor virksomhed i begyndelsen af 1900-tallet med flere fabrikker i Berlin, bl.a. i Wedding. Peter Behrens formgav i denne periode flere af produkterne og designede også koncernens velkendte logo. Ved afslutningen af 2. verdenskrig i den sovjetisk besatte zone i Østtyskland, og det var derfor nødvendigt at bygge nyt i Vesttyskland. I 1967 blev AEG slået sammen med Telefunken og i 1969 indledtes et samarbejde med Siemens om elproduktionsselskabet Kraftwerk Union. Ved udgangen af 1970'erne beskæftigede AEG 150.000 medarbejdere. Selskabets satsning på kernekraft løb imidlertid ind i tekniske problemer, hvilket betød et tab på flere hundrede mio. D-Mark. 
Efter en økonomisk krise i 1985 blev AEG indlemmet i Daimler-Benz-koncernen (nuværende Daimler AG), og fra 1996 ophørte AEG med at eksistere som selvstændig koncern. Mens produktionen af husholdningsmaskiner i 1994 blev overtaget af Electrolux, som stadig anvender mærket AEG. El-værktøjsproduktionen blev overtaget af Atlas-Copco, mens den jernbanetekniske del blev videreført af ADtranz-koncernen.